# 941 Мюррей
941 Мюррей (941 Murray) — астероїд головного поясу, відкритий 10 жовтня 1920 року.
Тіссеранів параметр щодо Юпітера — 3,294.